# Chorizema genistoides
Chorizema genistoides är en ärtväxtart som först beskrevs av Meissner, och fick sitt nu gällande namn av Charles Austin Gardner. Chorizema genistoides ingår i släktet Chorizema och familjen ärtväxter. Inga underarter finns listade i Catalogue of Life.